# Smok wawelski
Smok (il cui nome è la parola polacca per "drago") è un misterioso genere estinto di arcosauro carnivoro di grandi dimensioni vissuto nel Triassico superiore, circa 205-200 milioni di anni fa (Norico-Retico), a Lisowice, nel sud della Polonia. Il genere contiene una sola specie, ossia Smok wawelski (lo stesso nome del famoso drago del Wawel), istituita nel 2011. Si tratta del più grande arcosauro predatore risalente al Triassico superiore-Giurassico inferiore dell'Europa centrale. La classificazione di Smok rispetto ad altri arcosauri è tuttora oggetto di studio; le ipotesi proposte variano dal poter essere un rauisuchide, un prestosuchide o un ornithosuchide crurotarso (parte della linea degli arcosauri coccodrilli) o un dinosauro carnivoro (parte della linea degli arcosauri uccelli).

## Descrizione

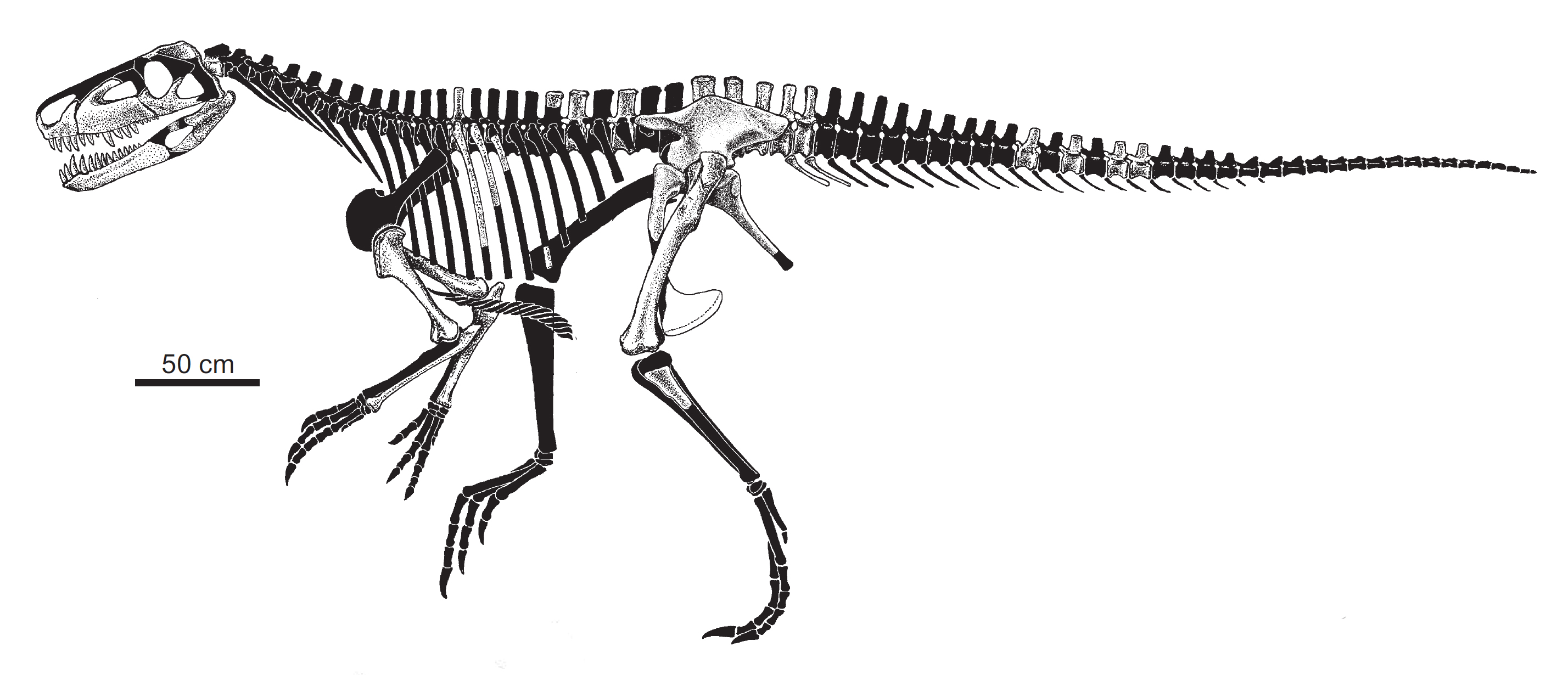
Ricostruzione scheletrica di Smok, in bianco le parti conosciute

Con una lunghezza stimata di 5-6 metri (da 16 a 20 piedi), Smok era il più grande arcosauro carnivoro dell'Europa centrale del suo periodo. Era più grande di qualsiasi altro teropode o pseudosucho, che visse nell'Europa centrale durante il Triassico superiore. Il cranio da solo è lungo ben 50-60 centimetri (da 20 a 24 pollici).
Diverse caratteristiche indicano che Smok era un'arcosauro, tra cui i denti seghettati, il contatto tra l'osso jugale e il quadratojugale nella parte posteriore del cranio, un foro nella parte anteriore della cavità oculare chiamato Fenestra antorbitale, le ossa della mascelle superiore sono collegate insieme formando un processo palatale e una sporgenza arrotondata sulla parte superiore del femore.
La scatola cranica di Smok include diverse caratteristiche avanzate. La più importante di queste è una struttura a forma di imbuto sul fondo della scatola cranica, formata da un ampio osso arrotondato, l'osso basisfenoide. Una profonda tacca chiamata recesso basisfenoide, si trova nella parte posteriore di questo imbuto. Sopra l'imbuto vi è una zona molto sottile della scatola cranica formata da una profonda depressione sui basisphenoidi.

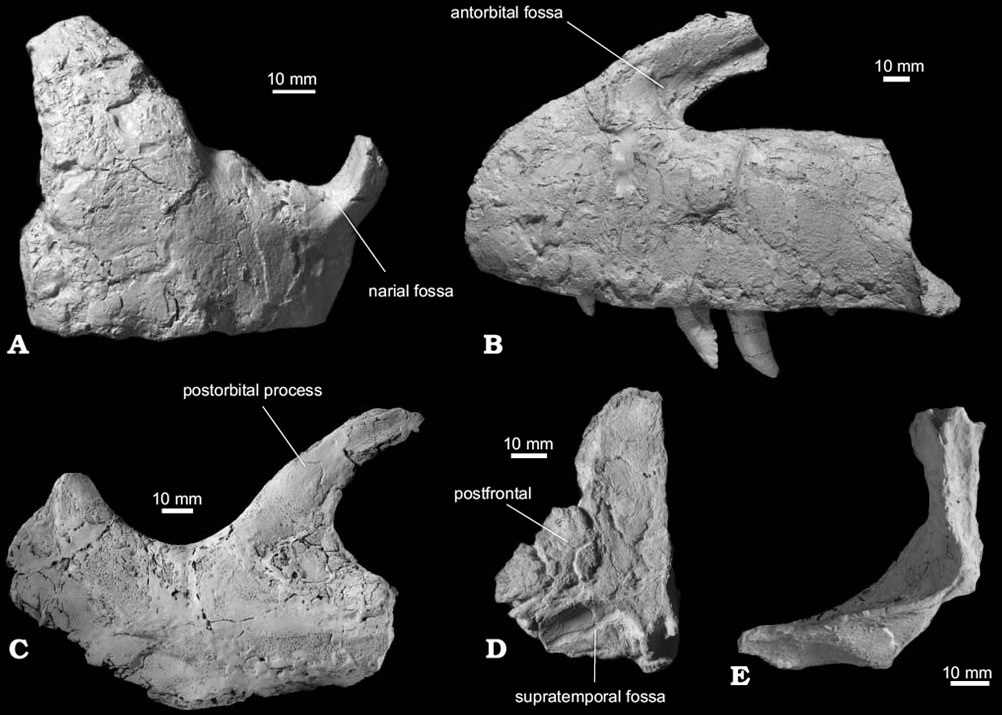
Elementi cranici di Smok, sotto diversi punti di vista

A complicare la sua classificazione, Smok possiede diverse caratteristiche che condivise sia da dinosauri sia con gli arcosauri coccodrilli. La somiglianza con i teropodi comprende una scanalatura o antitrochantere, sull'ileo dell'anca che fa parte del cotile (una depressione in cui la testa del femore attribuisce al fianco). Smok e i teropodi hanno anche un trocantere anteriore sul femore. Alcune grandi teropodi condividono con Smok le profonde depressioni delle basisphenoidi nella scatola cranica. Inoltre, somiglianze con i rauisuchi includono una Fenestra antorbitale triangolare ed una connessione tra l'ectopterygoide e l'ossa jugale del cranio che è diviso in due proiezioni. L'anca di Smok ha una cresta sulla superficie laterale dell'ileo sopra dell'acetabolo. Questa cresta è una caratteristica distintiva dei rauisuchi, formando un contrafforte sopra il femore e dando a questi animali una posizione eretta.
Tuttavia altre caratteristiche di Smok sembrano escluderlo da questi due gruppi di arcosauri. La premascella e la mascella sono strettamente connesse, formando una fila continua di denti equidistanti. I primi teropodi e gli orthithosuchidi possiedono un divario senza denti tra la premascella e la mascella, distinguendoli da Smok. Le ossa mascellari superiori dei rauisuchi non sono strettamente collegati, lasciando una piccola apertura tra la premascella e la mascella, che non viene riscontrata in Smok. A differenza di molti pseudosuchidi e teropodi, Smok non ha aree pneumatiche, o sacche d'aria, nella scatola cranica. Ha anche diverse caratteristiche che lo collegano con i primitivi archosauromorphi, compresa la presenza di un osso PostFrontal sul cranio e un acetabolo chiuso nell'anca.

## Storia della scoperta

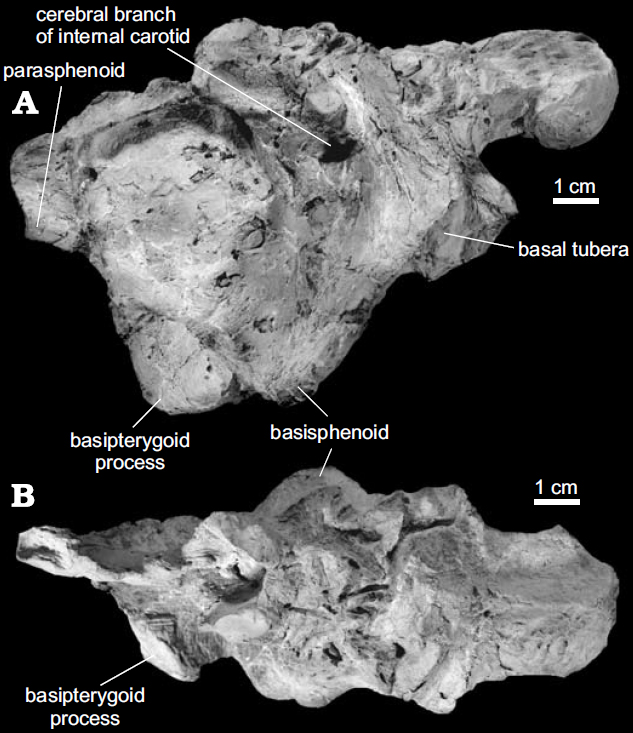
Parte posteriore del cranio di Smok

I primi fossili di Smok sono stati ritrovati in località vicino al villaggio di Lisowice, datata alla fine del Norico e ai primi del Retico. Questa formazione fu datata come risalente al Triassico, fin dal 2008 quando fu scoperta. I primi resti di Smok furono una mandibola e frammenti del cranio, scoperti nel 2007 e descritti nel 2008 come appartenenti a un dinosauro carnivoro sulla base delle caratteristiche della sua scatola cranica e dell'osso frontale. Si è arrivati a pensare che questo materiale possa rappresentare due individui. Tale classificazione era basata sulla somiglianza tra la scatola cranica dell'animale e quella degli allosauroidi. Alla sua scoperta e a questa classificazione approssimativa, l'animale fu ribattezzato come "il Drago di Lisowice", e si speculò sul fatto che rappresentasse il primo genere di dinosauro teropode che ha poi portato al Tyrannosaurus. Le ossa provenienti da altre parti del corpo sono state trovate nel 2009 e nel 2010. Sono anche state ritrovate cinque impronte lasciate da un arcosauro tridattilo (presumibilmente un dinosauro carnivoro), che tuttavia sono state ritrovate a circa 1 metro (3,3 piedi) al di sopra del livello fossile in cui era stato rinvenuto Smok. Queste impronte potrebbero effettivamente appartenere a Smok, ma la mancanza di ossa del piede nello scheletro rende questa associazione incerta.

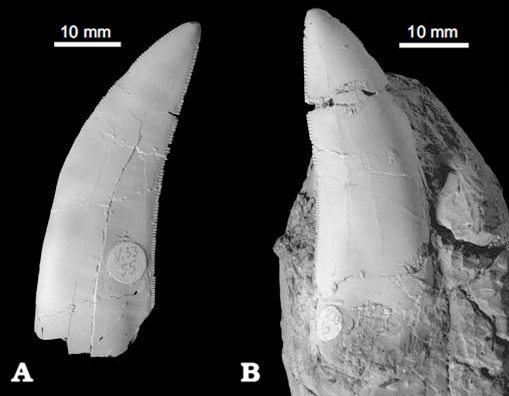
Denti isolati di Smok

Ufficialmente, l'olotipo di Smok, ZPAL V.33 / 15, comprende una scatola cranica completa associata a uno scheletro parziale, tra cui gli elementi cranici e le ossa postcraniali, dell'esemplare ZPAL V.33/16-56, 97-102, 295- 314, 434 e 507. Tutti i campioni sono stati trovati nella stessa zona (la Formazione Lipie Śląskie clay-pit) e, probabilmente, rappresentano un singolo individuo. L'animale fu inizialmente nominato da Grzegorz Niedzwiedzki, Tomasz Sulej e Jerzy Dzik, nel 2011. Il suo nome è un riferimento al drago mitologico polacco, che appunto è chiamato Smoke wawelski, che viveva in una grotta nei pressi dei siti di scavo. La grotta era sulla collina di Wawel, l'omonimo della specie tipo S. Wawelski.

## Paleobiologia
Smok era il più grande predatore del suo ambiente. Durante quell'era vi erano altri grandi arcosauri predatori come il teropode Liliensternus e i rauisuchidi Polonosuchus e Teratosaurus. Tuttavia nessuno di questi animali raggiungeva le dimensioni di Smok. Questo animale infatti è stato uno dei più grandi arcosauri del Triassico superiore, fino al Giurassico dove venne superato in dimensioni dai grandi teropodi dell'epoca. Alla sua epoca Smok condivideva il suo habitat con un piccolo dinosauromorpho carnivoro, un'arcosauro poposauroide  e alcuni grandi dicynodonti erbivori.